# كيتي هيدسون (ألبوم)
كاثي هدسن (بالإنجليزية: Katy Hudson) هو أول ألبوم إستوديو تم إصداره للمغنية الأمريكية كاثي هدسن، أول كما عُرفت لاحقاً بأسم الشهرة كيتي بيري. تم إصداره 8 فبراير ,2001 بواسطة شركة التسجيل ريد هيلز. ويتضمن في المقام الأول الروك المسيحي والموسيقى المسيحية المعاصرة وموضوعات من المراهقة والطفولة وثقة عائلة هدسن بالرب. ومراجعات الألبوم كانت جيدة ولقد باع حوالي 200 نسخة. نظرا لاحقاً لزيادة شعبية عائلة هدسون، زاد الطلب على الألبوم.

## روابط خارجية
- كيتي هيدسون على موقع أول موفي (الإنجليزية)